# Island (band)
Island was een Cypriotische band uit de jaren 80.

## Biografie
Ze vertegenwoordigden Cyprus op het Eurovisiesongfestival 1981 met het lied Monika.
Het was de eerste maal dat Cyprus meedeed en ze maakten meteen een goede indruk want Monika werd 6de.
De leden waren Alexia Vassiliou, Areti Kassapi, Haralbidou, Aristos Moskovakis, Roger Lee en Doros Georgiadis.
Alexia zou in 1987 solo aantreden voor Cyprus.
Moskovakis componeerde ook de Cypriotische inzendingen van '88 en '93 al werd die van '88 wel teruggetrokken. 
Doros Georgiadis had in '79 het Griekse lied geschreven.
1981: Island · 
1982: Anna Vissi · 
1983: Stavros & Konstandina · 
1984: Andy Paul · 
1985: Lia Vissi · 
1986: Elpida · 
1987: Alexia · 
1989: Fani Polymeri & Yiannis Savvidakis · 
1990: Haris Anastasiou · 
1991: Elena Patroklou · 
1992: Evridiki · 
1993: Zimboulakis & Van Beke · 
1994: Evridiki · 
1995: Alexandros Panayi · 
1996: Constantinos Christoforou · 
1997: Hara & Andreas Konstantinou · 
1998: Michalis Hatzigiannis · 
1999: Marlain · 
2000: Voice · 
2002: One · 
2003: Stelios Konstantas · 
2004: Lisa Andreas · 
2005: Constantinos Christoforou · 
2006: Annet Artani · 
2007: Evridiki · 
2008: Evdokia Kadi · 
2009: Christina Metaxa · 
2010: Jon Lilygreen & The Islanders · 
2011: Christos Mylordos · 
2012: Ivi Adamou · 
2013: Despina Olympiou · 
2015: Giannis Karagiannis · 
2016: Minus One · 
2017: Hovig · 
2018: Eleni Foureira · 
2019: Tamta · 
2021: Elena Tsagrinou · 
2022: Andromache · 
2023: Andrew Lambrou · 
2024: Silia Kapsis · 
2025: Theo Evan